# Lamborghini 350 GT
Der Lamborghini 350 GT ist der erste von Lamborghini in Serie produzierte Sportwagen. Die Produktion der 120 gebauten Exemplare begann 1964 und endete 1967.

## Motor
Der Motor des 350 GT hatte 3,5 Liter Hubraum, zwölf Zylinder und vier obenliegende Nockenwellen. Er leistete 206 kW (280 PS). Dies ermöglicht eine Beschleunigung von 0 auf 100 km/h in 6,4 Sekunden und eine Höchstgeschwindigkeit von 239 bis 260 km/h, je nach Übersetzung.

## Karosserie und Technik
Die bei der Carrozzeria Touring gebaute Karosserie, die auf einen Entwurf von Franco Scaglione zurückging, war in Superleggera-Technik gefertigt. Sie bot in der Regel zwei Sitzplätze; gegen Aufpreis gab es im Fond einen zusätzlichen Notsitz. Anders als bei den zeitgenössischen Ferrari-Modellen (mit Ausnahme des 275 GTB und GTS) waren Vorder- wie Hinterräder unabhängig aufgehängt und an ungleich langen Doppelquerlenkern geführt. Für die Verzögerung dienten Scheibenbremsen von Girling an allen vier Rädern.

## Prototypen und Sondermodelle

### 350 GTV
Vorläufer für den 350 GT war der 1963 auf dem Turiner Salon vorgestellte 350 GTV (Gran Turismo Veloce). Er hatte im Gegensatz zum 350 GT Klappscheinwerfer. Er wurde auf dem Turiner Autosalon 1963 ohne Motor präsentiert.
Der 350 GTV bekam seinen Motor erst, als ihn der Lamborghini-Händler Romano Bernardoni kaufte und umfassend restaurierte. Im Jahr 1990 konnte der 350 GTV erstmals gefahren werden – 27 Jahre nach seinem Erstauftritt.

### 3500 GTZ
Der Lamborghini 3500 GTZ Zagato wurde 1965 auf der London Motor Show präsentiert. Er basierte technisch auf dem Lamborghini 350 GT, allerdings wurde der Radstand gegenüber dem Basismodell um zehn Zentimeter verkürzt. Das Design des 350 GT wurde für den 3500 GTZ vom damaligen Zagato-Chefdesigner Ercole Spada erheblich modifiziert. Spadas Aluminiumkarosserie erinnert mit den verdeckten Scheinwerfern und dem Abrissheck an den Alfa Romeo TZ2 und an den Ferrari 250 GTO. Die Initiative zu diesem Projekt ging auf einen Mailänder Lamborghini-Händler zurück; Ferruccio Lamborghini dagegen hielt von Zagatos Version seines Autos nichts und lehnte eine Serienproduktion schon deshalb ab, weil er das Auto als hässlich empfand. Durch seine aerodynamisch günstigere Karosserie und das deutlich geringere Gewicht war der GTZ spürbar schneller als das Basismodell; Zagato sprach von 280 km/h Höchstgeschwindigkeit, ein Wert, der allerdings nie in einem Test überprüft wurde.
Insgesamt entstanden zwei GTZ. Das zuerst hergestellte Ausstellungsstück (Fahrgestellnummer 0310) existiert noch; es stand zuletzt im Ruhrgebiet. Ein zweites Exemplar (Fahrgestellnummer 0322) wurde zunächst von Lamborghinis Chefingenieur Paolo Stanzani genutzt, bevor es nach Hongkong verkauft und dort bei einem Unfall zerstört wurde.

### 350 GTS
Der Lamborghini 350 GTS, ein zum Cabriolet umgebauter 350 GT, wurde 1965 auf dem Pariser Salon vorgestellt. Es wurden nur zwei Exemplare gebaut, weil Ferruccio Lamborghini der Ansicht war, dass ein perfekter Hochleistungssportwagen möglichst leise und komfortabel sein sollte, welchem Ideal ein Cabriolet nur eingeschränkt entsprach.

## Technische Daten
| Technische Daten Lamborghini 350/400 GT |                                                              |                                                              |
| Lamborghini                             | 350 GT (1964/67)                                             | 400 GT (1966/68)                                             |
| Motor:                                  | 12-Zylinder-V-Motor (Viertakt), Gabelwinkel 60°              | 12-Zylinder-V-Motor (Viertakt), Gabelwinkel 60°              |
| Hubraum:                                | 3464 cm³                                                     | 3929 cm³                                                     |
| Bohrung × Hub:                          | 77 × 62 mm                                                   | 82 × 62 mm                                                   |
| Leistung bei 1/min:                     | 206 kW (280 PS) bei 6500 350 GTV: 265 kW (360 PS) bei 8000   | 235 kW (320 PS) bei 6500                                     |
| Max. Drehmoment bei 1/min:              | 309 Nm bei 4700                                              | 355 Nm bei 4700                                              |
| Verdichtung:                            | 9,0:1                                                        | 10,2:1                                                       |
| Gemischaufbereitung:                    | 6 Flachstrom-Doppelvergaser Weber 40                         | 6 Flachstrom-Doppelvergaser Weber 40                         |
| Ventilsteuerung:                        | DOHC                                                         | DOHC                                                         |
| Kühlung:                                | Wasserkühlung                                                | Wasserkühlung                                                |
| Getriebe:                               | 5-Gang-Getriebe Hinterradantrieb                             | 5-Gang-Getriebe Hinterradantrieb                             |
| Radaufhängung vorn:                     | zwei ungleich lange Querlenker, Schraubenfedern              | zwei ungleich lange Querlenker, Schraubenfedern              |
| Radaufhängung hinten:                   | zwei ungleich lange Querlenker, Schraubenfedern              | zwei ungleich lange Querlenker, Schraubenfedern              |
| Bremsen:                                | Scheibenbremsen rundum                                       | Scheibenbremsen rundum                                       |
| Lenkung:                                | Zahnstangenlenkung                                           | Zahnstangenlenkung                                           |
| Karosserie:                             | Aluminium oder Stahlblech, tragender Rahmen aus Vierkantrohr | Aluminium oder Stahlblech, tragender Rahmen aus Vierkantrohr |
| Spurweite vorn/hinten:                  | 1380/1380 mm                                                 | 1380/1380 mm                                                 |
| Radstand:                               | 2550 mm 350 GTV: 2450 mm                                     | 2550 mm 350 GTV: 2450 mm                                     |
| Abmessungen:                            | 4460 × 1730 × 1280 mm                                        | 4460 × 1730 × 1280 mm                                        |
| Leergewicht:                            | 1210 kg 350 GTV: 980 kg 350 GTZ: 1050 kg                     | 1300 kg                                                      |
| Höchstgeschwindigkeit:                  | 258 km/h 350 GTV: 280 km/h                                   | 270 km/h                                                     |
| 0–100 km/h:                             | 6,4 s                                                        | n. a.                                                        |
| Verbrauch (Liter/100 Kilometer):        | 20 S                                                         | 22 S                                                         |
| Preis (DM):                             | n. a.                                                        | 58.000 (1967)                                                |
| Stückzahlen:                            | 120 (350 GT) 1 (350 GTV) 2 (350 GTZ) 2 (350) GTS             | 273                                                          |

## Galerie

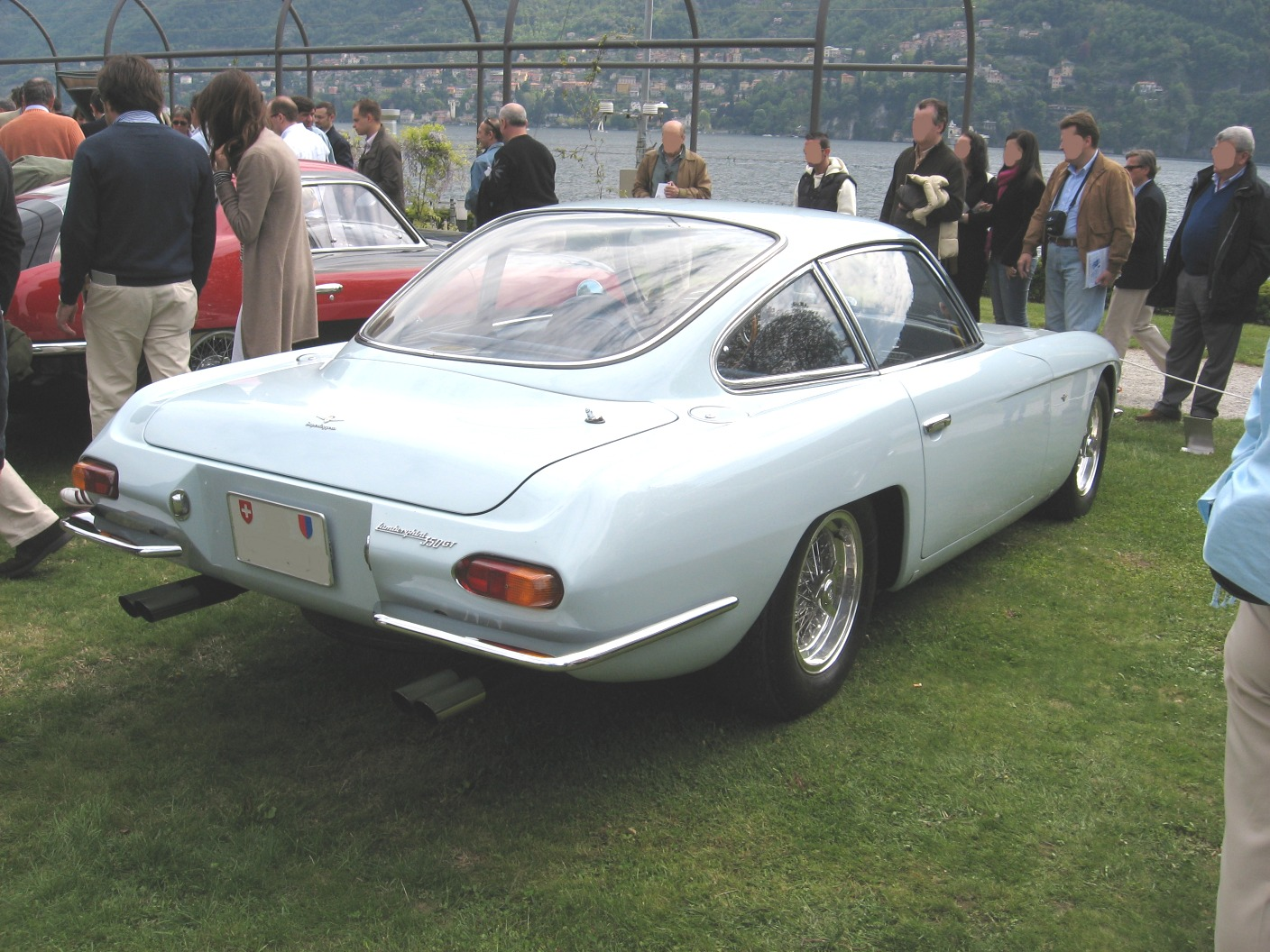
Heckansicht eines Lamborghini 350 GT
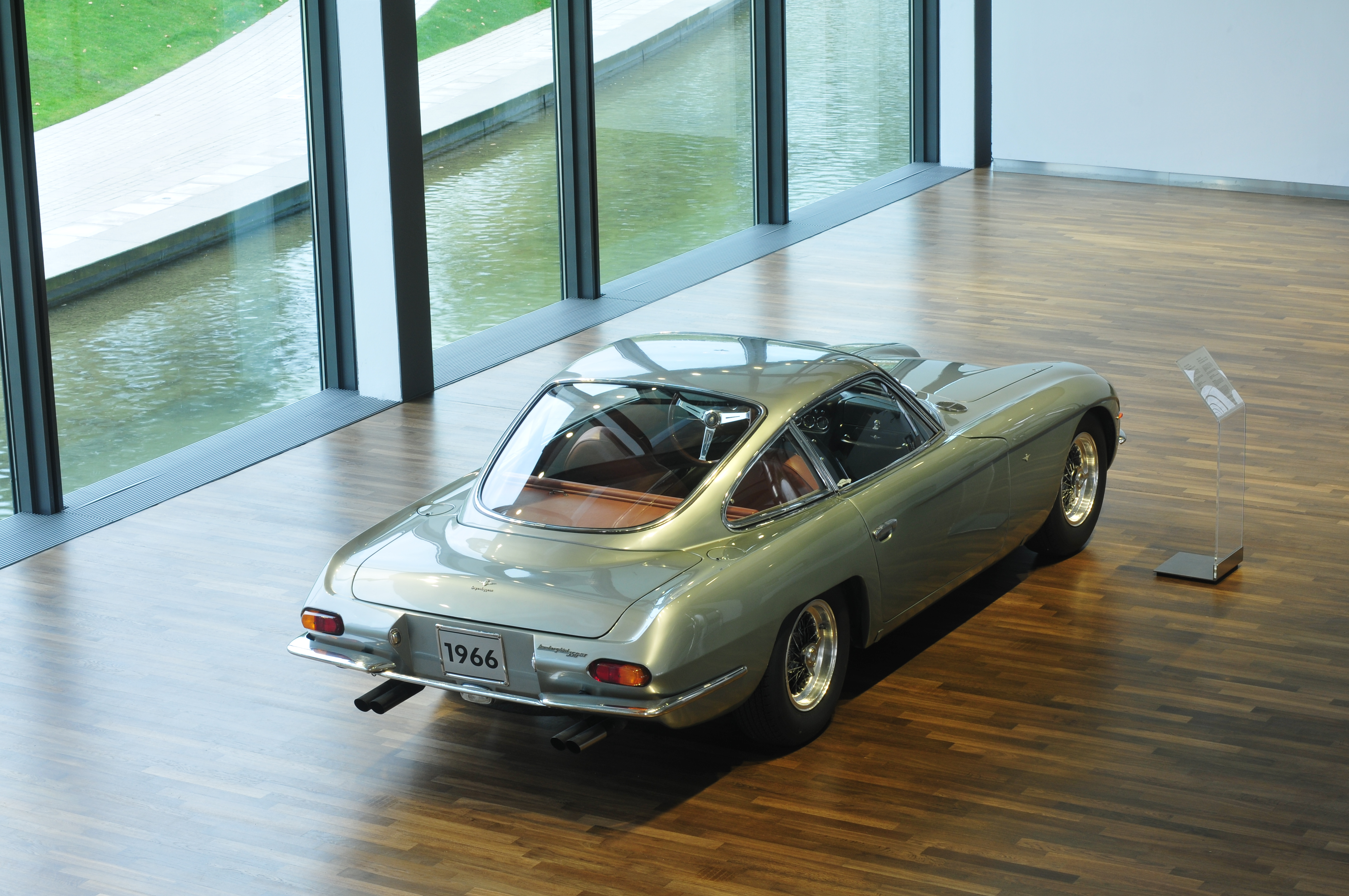
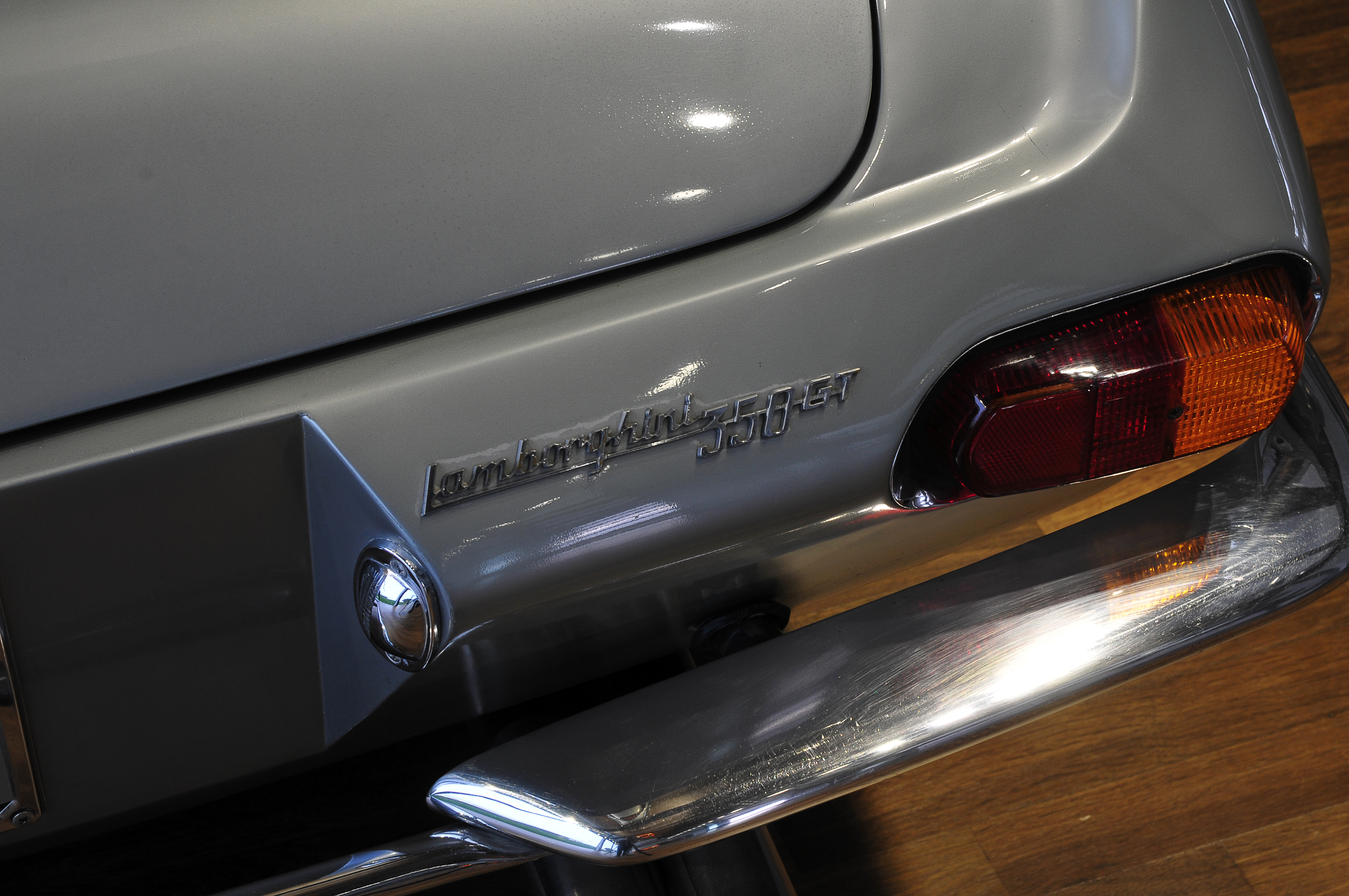
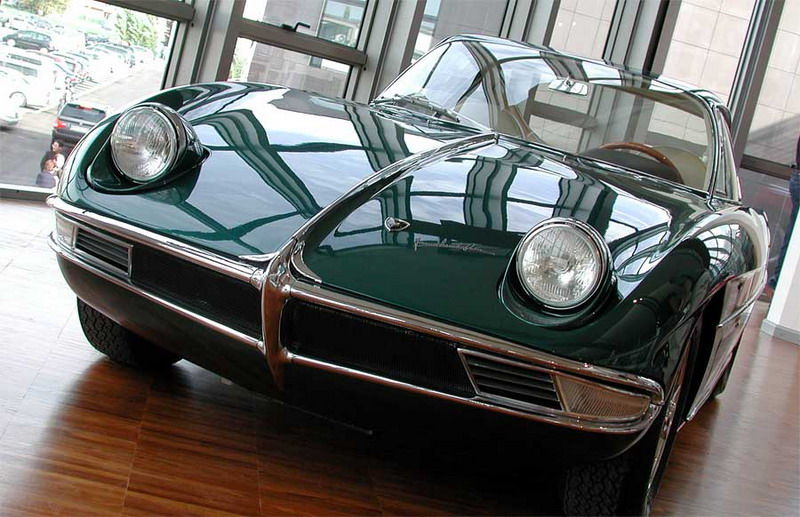
Lamborghini 350 GTV
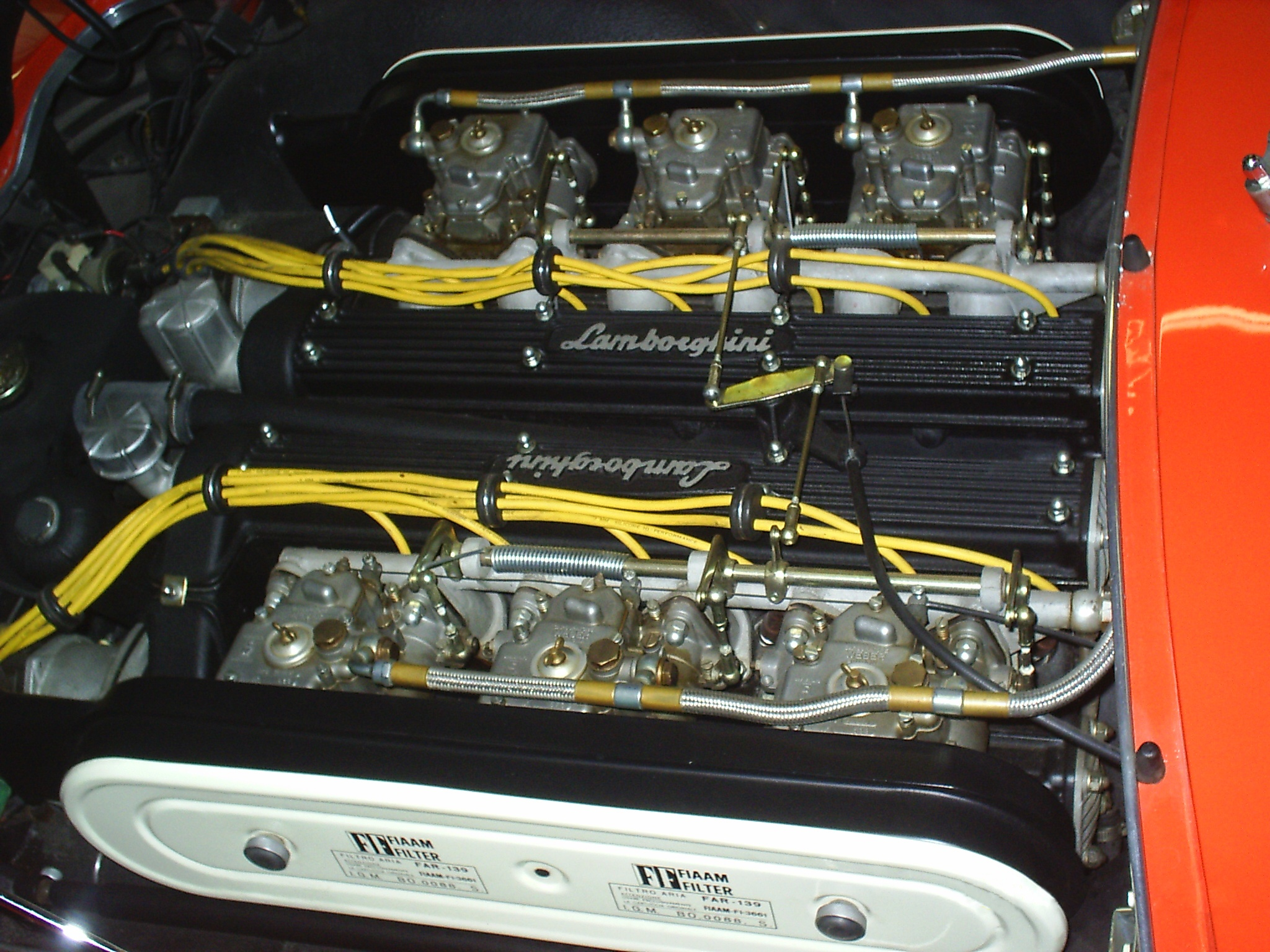
Motor